# Fotometrie
Fotometrie je část optiky, která zkoumá světlo z hlediska jeho působení na zrakový orgán. Veličiny, které určují velikost tohoto působení na lidské oko, se označují jako fotometrické veličiny.
Mezi fotometrické veličiny řadíme např. svítivost zdroje, světelný tok nebo osvětlenost.
Fotometrie se zaměřuje na viditelné světlo. Podobné metody jako fotometrie se používají pro studium celého elektromagnetického spektra v radiometrii.